# Aliaxandr Kikiniou
Aliaxandr Fiodaravich Kikiniou –en bielorruso, Аляксандр Фёдаравіч Кікінёў; en ruso, Александр Фёдорович Кикинёв, Aleksandr Fiódorovich Kikiniov– (Hómel, 9 de abril de 1980) es un deportista bielorruso que compite en lucha grecorromana. Ganó una medalla de bronce en el Campeonato Mundial de Lucha de 2009 y tres medallas en el Campeonato Europeo de Lucha entre los años 2003 y 2010.
Participó en dos Juegos Olímpicos de Verano, ocupando el quinto lugar en Londres 2012 y el 15.º lugar en Atenas 2004.

## Palmarés internacional
| Campeonato Mundial | Campeonato Mundial             | Campeonato Mundial | Campeonato Mundial |
| Año                | Lugar                          | Medalla            | Categoría          |
| ------------------ | ------------------------------ | ------------------ | ------------------ |
| 2009               | Herning (Dinamarca)            | Medalla de bronce  | 74 kg              |
| Campeonato Europeo |                                |                    |                    |
| Año                | Lugar                          | Medalla            | Categoría          |
| 2003               | Belgrado (Serbia y Montenegro) | Medalla de plata   | 74 kg              |
| 2009               | Vilna (Lituania)               | Medalla de bronce  | 74 kg              |
| 2010               | Bakú (Azerbaiyán)              | Medalla de oro     | 74 kg              |